# Dead Space
Dead Space é um jogo eletrônico de terror de sobrevivência desenvolvido pela EA Redwood Shores para Xbox 360, Microsoft Windows e PlayStation 3; foi lançado pela EA em outubro de 2008. O jogo foi liberado para Steam em 20 de outubro de 2008. O jogador toma o papel de um engenheiro chamado Isaac Clarke, que luta contra uma infestação alienígena, parecida com vírus, que transforma humanos em monstros alienígenas chamados "Necromorphs" ou "Necromorfos", a bordo de uma nave de mineração espacial chamada USG Ishimura.

## Jogabilidade
O jogador assume o papel de Isaac Clarke (referência aos escritores de ficção científica Isaac Asimov e Arthur C. Clarke), um engenheiro que deve sobreviver em uma nave de mineração infestada com monstros hostis conhecidos como Necromorfos, que são corpos humanos transformados e reanimados por um organismo alienígena. A visão do jogo é perspectiva de terceira pessoa "sobre o ombro".
A interface de Dead Space não apresenta o HUD tradicional. Ao invés disso, toda a informação é passada para o jogador através de projeções holográficas; e as informações da armadura e das armas aparecem em si mesmas. Por exemplo, um pequeno visor na arma mostra a quantidade de munição; também, a "barra de vida" que indica a condição de Isaac está integrada na coluna da armadura. Através de hologramas projetados na frente de Isaac, o jogador pode checar os objetivos atuais no mapa 3D ou acessar o inventário para gerenciar os itens. Enquanto isso, entretanto, o jogo não para no tempo, então o jogador está em constante perigo de ser atacado.
O combate envolve um sistema único de estratégia, chamado "desmembramento estratégico", no qual o jogador deve cortar específicos membros ou partes dos Necromorphs para derrotá-los. Por exemplo, atirar na cabeça em um determinado tipo de Necromorph fará pouco efeito e ele continuará a atacar o jogador, enquanto todos os tentáculos não forem removidos. Dependendo de como são feridos, os Necromorphs podem adotar novos comportamentos e táticas, até mesmo criando novos membros ou "dando a luz" a novos inimigos no processo.
Para manter o Isaac mais como engenheiro do que soldado, as armas em Dead Space são, em sua maioria, improvisadas de ferramentas de mineração, como um cortador de plasma (plasma cutter), serra rotativa, tocha hidrazina usada como lança-chamas e um canhão de força que emite poderosas ondas de choque. Um rifle automático militar também está disponível. Todas as armas apresentam um modo secundário. Por exemplo, o plasma cutter pode ser rodado em 90 graus para tornar mais efetivos os desmembramentos. O jogador deve procurar por munição e outros itens, que são encontrados pela nave ou deixados por Necromorphs quando mortos. Lojas automáticas espalhadas pela nave podem ser usadas para comprar e vender itens ou guardá-los para usar mais tarde. O jogador também pode usar power nodes (uma espécie de bateria) para atualizar as armas e a armadura.
Além de armas, Isaac também está equipado com outras ferramentas que o ajudam a sobreviver, resolver quebra-cabeças e combater inimigos. Isaac pode desacelerar inimigos e objetos temporariamente com o Stasis; e pegar e arremessar objetos com o Kinesis. Dead Space também apresenta ambientes em vácuo e gravidade zero; e Isaac pode navegar por eles usando seu traje pressurizado e botas magnéticas. Isaac pode morrer de asfixia no vácuo ou em ambientes tóxicos, já que seu traje só comporta uma quantidade limitada de ar, então o jogador é forçado a proceder mais rápido nessas situações. Isaac pode pular também de uma plataforma para outra em ambientes de gravidade zero. Em alguns momentos, o jogador chega a jogar na superfície externa da nave, onde deve tomar cuidado com detritos que podem ferir Isaac.

## Enredo
Durante o século 26, os recursos da Terra se esgotam completamente. A única maneira de sobreviver é por meio de uma campanha de exploração de recursos em novos planetas. A empresa C.E.C. (Concordance Extraction Corporation) tornou-se a maior e mais influente companhia mineradora entre as colônias da Terra. A C.E.C. criou a titânica espaçonave de mineração USG Ishimura, em homenagem ao astrofísico Hideki Ishimura, criador do Shockpoint Drive, dispositivo que permite viajar pela galáxia tão rápido quanto a velocidade da luz. Apesar de a frota de mineração ter sido ampliada nas décadas seguintes, a USG Ishimura ainda era a nave de escavação e extração mais bem-sucedida de minerais em 34 planetas.
Durante a exploração do planeta Aegis VII, foi encontrado um estranho artefato na superfície. O capitão encarregado de transportar o artefato para a Terra era Benjamin Matthieus. Logo que a operação tem início, todos os contatos com a colônia em Aegis VII se perdem. Quando o contato é restabelecido, a tripulação descobre que a colônia inteira foi massacrada. Uma equipe de mineração tentou contatar a USG Ishimura, mas todos foram mortos durante a transmissão, antes de conseguirem revelar o que selou o destino da colônia. Diante dos fatos, a espaçonave tenta sair da órbita de Aegis VII e, também misteriosamente, fica incomunicável.
A alguns anos-luz de distância, está a USG Kellion, nave de transporte tripulada pelos pilotos Chen e Johnston; o engenheiro espacial Isaac Clarke; a especialista em computadores Kendra Daniels; e o comandante e chefe em segurança Zach Hammond. O governo da Terra mobilizou a nave para investigar o que aconteceu com a USG Ishimura, que permanece inoperante, possivelmente avariada, próximo da órbita de Aegis VII. Isaac Clarke se voluntariou para esta missão devido a sua especialização em reparos de espaçonaves de grande porte. Ao menos essa era a versão oficial, já que, na verdade, ele tentava entender a vídeo-mensagem que recebeu de Nicole Breman, sua ex-namorada e médica da tripulação da USG Ishimura, enviada antes da nave perder comunicação.
Ao aproximar-se da USG Ishimura, a USG Kellion não consegue desviar de todos os meteoros e destroços vagando pela órbita, ficando danificada e fazendo um pouso forçado na própria Ishimura. Ao desembarcar, a primeira inspeção pela USG Ishimura revela um lugar deserto, sem qualquer sinal da tripulação. Apenas alguns sistemas autômatos estão funcionando, mas muitos setores da espaçonave foram gravemente danificados pela chuva de meteoros. Subitamente, no saguão principal, uma criatura sanguinária, um tipo de mutação, aparece de uma tubulação; e ataca e mata Chen e Johnston. Isaac foge por um corredor, se separando dos outros, enquanto Zach e Kendra se deslocam por outro caminho, rumo a outro setor da nave. A fuga revela indícios de uma carnificina, manchas de sangue e destruição são vistos por todos os lados. Não há sinais de que alguém sobreviveu. A prioridade é reativar o sistema principal; e Isaac conta com a ajuda de Kendra e Zach, que ainda conseguem manter o comunicador de vídeo ativado. Logo, os sobreviventes descobrem que a USG Ishimura está infestada de aberrações; e que os níveis de oxigênio estão caindo. Isaac é orientado a consertar os sistemas, mas primeiro tenta reparar a USG Kellion, mas é atacado antes mesmo de começar. O hangar explode, eliminando uma das únicas possibilidades de fuga.
Zach promete ajudar Isaac a procurar por Nicole, mas por enquanto, sobreviver é prioridade. Durante a incursão pela monstruosa espaçonave, diários e arquivos de áudio encontrados pelo caminho e começam a dar forma ao quebra-cabeça misterioso referente ao que aconteceu no local: encoberto por uma operação ilegal de mineração, o capitão da nave, unitologista fervoroso, foi ordenado a recuperar um artefato religioso chamado "The Marker" em Aegis VII, que pertence a "Igreja da Unitologia", uma religião muito presente a bordo na nave e influente na Terra. A unitologia é a religião baseada na ideologia científica difundida por Michael Altman, cientista envolvido em projetos secretos e responsável por tentar decifrar o Marker, uma rocha adornada com símbolos nunca vistos antes. Unitologistas fervorosos alegam que Altman foi morto em uma conspiração do governo terrestre para abafar a existência do artefato e de vida alienígena. Marker foi descoberto acidentalmente por colonizadores; e apenas o capitão e alguns poucos membros da tripulação sabiam que ele estava escondido neste planeta.
Quando o Marker foi trazido para a colônia, houve uma intensa histeria entre os habitantes desta, seguidas de violência e morte. Houve alucinações entre os mineradores, fazendo com que matassem uns aos outros. Ao final da primeira onda de violência, a histeria parecia ter sido controlada e a operação de mineração de Aegis VII recomeçou uma semana depois. Foi quando o gerador de força da colônia foi desligado; e um organismo alienígena se manifestou no local, infectando os corpos dos mortos e os transformando em Necromorphs, aberrações alienígenas com capacidade de matar e contaminar corpos, o que originou a infestação mutante. Para evitar que a “praga” se espalhasse, o capitão Matthieus cortou todo o tráfego e a comunicação entre a USG Ishimura e a colônia de Aegis VII. Foi quando o doutor Terrence Kyne, chefe do departamento de ciência, percebeu que o capitão havia perdido a racionalidade; e impôs a lei da navegação e da responsabilidade, alegando que o capitão havia ignorado o rígido protocolo de suas obrigações. Na verdade, Matthieus já não se comportava como capitão, mas como um fanático religioso, esbravejando sobre heresia. O capitão foi morto pelo doutor Kyne, acidentalmente, durante a aplicação de um sedativo. A contaminação da USG Ishimura ocorreu quando um sobrevivente de Aegis VII fugiu antes do isolamento e aportou com uma nave de fuga na Ishimura, pois sem saber, ele trouxe um Necromorph, que estava escondido na sua nave. Este usou os tubos de ventilação para se locomover. Foi questão de horas para que, praticamente, toda a tripulação fosse morta, instantes antes da queda da USG Kellion.
Mesmo diante de tantas informações, Isaac ainda não conseguia entender algumas coisas; e Kendra confessa que suspeita que Zach possa estar mentindo quanto a seu conhecimento de maiores detalhes sobre o Marker. Pouco depois, Kendra desaparece sem deixar vestígios. Para a surpresa do engenheiro espacial, Nicole está viva e entra em contato com ele, ainda que por rádio. Ela parece agir estranhamente, mas tenta ajudar Isaac, que consegue reparar os danos críticos do sistema da nave. Graças a isso, um rastreador de resgate foi enviado, atraindo a atenção da nave militar USM Valor, que resgatou um pod de fuga enviado por Zach. Curiosamente, a USM Valor parecia saber com o que estava lidando e carregava um pesado arsenal, mas não foi o suficiente para evitar sua destruição, causada por um Necromorph que veio oculto no pod de fuga. Apesar da tragédia, Zach descobre e prova a Isaac que a USG Ishimura deveria ser destruída e a USM Valor estaria encarregada da missão, levando-o a suspeitar que alguém fora de Aegis VII sabia da ameaça alienígena.
Sem muitas opções, Isaac e Zach reativam o núcleo de força da USM Valor para iniciar os reparos de uma nave de fuga. Porém, no processo, um Necromorph mata Zach. Mais tarde, um contato inesperado do doutor Kyne, que também sobreviveu à infestação, pede urgentemente para que o Marker seja devolvido ao planeta Aegis VII. Ele revela o que a mineração no planeta causou: abriu uma passagem no solo para a monstruosa criatura chamada Hive Mind, que espalhou a contaminação, reanimando corpos aleatoriamente.
O doutor Kyne acredita que Marker funciona como um inibidor, capaz de manter a criatura adormecida e fazer com que todos os Necromorphs entrem em hibernação. O doutor auxilia Isaac a depositar o artefato em uma nave exploratória, mas é assassinado por Kendra, que revela sua verdadeira identidade: agente secreta do governo, com instruções explícitas de tomar o Marker e conduzí-lo a seus superiores. O artefato, na verdade, é uma cópia de engenharia reversa de outro Marker, encontrado na Terra; e foi plantado em Aegis VII pelo governo há centenas de anos para descobrir os seus efeitos. Os cientistas descobriram que a camada que cobre o Marker é, de fato, um código de DNA para criar a infecção Necromorph. A infecção fugiu do controle e começou a matar os envolvidos, causando alucinações e transformando-os em mutações. Antes que tudo fosse perdido, os cientistas editaram o Marker, para transformá-lo em um inibidor da infecção original. Com a morte dos envolvidos e a infecção contida, o governo definiu Aegis VII como zona proibida, declarando-o um planeta morto. Porém, anos depois, por ordem da C.E.C., em conjunto com o próprio governo, a USG Ishimura foi enviada para reaver o artefato e apagar qualquer evidência da história passada. Quando tudo saiu de controle, o plano de emergência foi acionado: usar a USM Valor para destruir tudo, gerando a condição atual.
Kendra leva a nave exploratória, oriunda da USG Ishimura, com o artefato e abandona Isaac na Ishimura. É quando Nicole reaparece na câmara de controle da doca e o ajuda a trazer a nave de volta, remotamente, obrigando Kendra a escapar de mãos vazias em um pod de fuga. Isaac toma posse do Marker e consegue uma nave, que usa para desembarcar em Aegis VII, perto da região da escavação. Com muito trabalho, o artefato é depositado no local de onde fora retirado e, aos poucos, a criatura Hive Mind volta a adormecer. Mas o perigo ainda não passou completamente: o sistema de gravidade artificial do planeta foi comprometido, gerando uma fissura superficial por quilômetros. Aegis VII entra em colapso; e um gigantesco pedaço do planeta, outrora extraído pela USG Ishimura, está caindo como um meteoro na direção do planeta. Isaac se apressa em voltar para a nave, mas Kendra reaparece e o aprisiona em uma câmara de contenção. Além de pegar o Marker, ela exibe o vídeo completo da mensagem de Nicole: em desespero, a jovem informa que é crucial levar o artefato de volta à Aegis VII. Em suas últimas palavras, ela declara seu amor a Isaac, terminando por aplicar uma injeção letal em si mesma. O suicídio parecia a única saída para não sofrer como todos os outros tripulantes da USG Ishimura.
Kendra coloca o artefato na nave. O monstro termina por matá-la na doca de embarque, deixando Isaac diante de um grande problema. Ele enfrenta o monstro e consegue neutralizá-lo a tempo suficiente para embarcar na nave e deixar Aegis VII, escapando por um triz da colisão. O pesadelo parece ter chegado ao fim. Depois de tanta adrenalina, finalmente Isaac consegue expressar sua tristeza por saber que sua amada morreu antes mesmo do caos se espalhar por toda a USG Ishimura. Ele tenta ver a mensagem mais uma vez, até que se atenta a um pequeno detalhe: Nicole havia feito aquele vídeo dentro da câmara de transmissão desta mesma nave que Issac está escapando, sendo que Nicole ajuda Issac em muitos momentos do jogo, mas como poderia se ela morreu antes de Issac chegar e desembarcar na USG Ishumura? Fica então subentendido que o proprio Issac em algum ponto da história começou a sofrer com as alucinações causadas pelo Marker.

### Personagens
- Isaac Clarke - O personagem principal e silencioso protagonista do jogo. Isaac é um especialista de sistemas de naves e engenheiro a bordo do ônibus espacial Kellion para investigar e reparar a USG Ishimura. Clarke também está tentando achar sua namorada, Nicole, uma médica especialista designada na nave, cujo destino é desconhecido no começo do jogo. Durante todo o jogo, Isaac se depara com uma conspiração envolvendo a Igreja da Unitologia e o Governo. É também implícito que a mãe de Clarke é um membro do alto escalão da Igreja de Unitologia. Isaac é o único personagem que não fala em Dead Space, apenas produzindo sons inarticulados, como grunhidos, gemidos e gritos.
- Kendra Daniels - Kendra é tecnóloga e parte da equipe enviada à Ishimura para reparar os sistemas de comunicação. Ela ajuda o jogador de muitos modos, dando direções e assistência em áreas da nave que estão inacessíveis. Ela frequentemente expressa desconfiança em Hammond, mas acaba por saber mais da situação que qualquer um do Kellion. Sua aparência e voz são de Tonantzin Carmelo.
- Zach Hammond - Oficial sênior de segurança a bordo do Kellion, que viaja junto com Isaac e Kendra para Ishimura. O desejo inicial de Hammond em completar a missão e não abortar logo de imediato o faz entrar em desacordo com Kendra, que o acha suspeito. Através do jogo, ele trabalha para cumprir a missão, mas com o passar do tempo, ele se torna mais desiludido e foca em tirar todos da nave com vida. Peter Mensah interpreta Hammond com a voz e aparência.
- Dr. Challus Mercer - Um doutor a bordo da USG Ishimura, Unitologista devoto e um dos antagonistas principais de Dead Space. No meio da calamidade que assola a Ishimura, Mercer se torna um fanático religioso, tentando convencer a população a cometer suicídio em massa. Mercer frequentemente tenta atrapalhar o progresso de Isaac e até tenta matá-lo, enviando um "protótipo" Necromorph regenerativo, apelidado "Hunter", que aparece algumas vezes durante o jogo. Ele provavelmente foi o responsável pelos lançamentos da cápsulas de fuga para que a tripulação fosse morta e transformada em Necromorphs. Para Mercer, tudo que aconteceu é desejo de Deus. Ele insiste repetidamente para Isaac se deixar ser morto. Navid Negahban fornece sua aparência e voz.
- Doutor Terrence Kyne - Cientista chefe de Ishimura que aparece mais tarde no jogo e pede ajuda para os sobrevintes do Kellion. Ele está sofrendo de demência, mas apoia Isaac na tentativa de parar o pesadelo que assola o Sistema Aegis e Ishimura. Ele regularmente interage com sua esposa, uma alucinação causada pelo "Marker" e que não pode ser vista pelo jogador. Ele também acredita que o Marker estava contendo o Hive Mind; e que o único modo de parar os Necromorphs é pondo o Marker de volta em seu lugar no planeta Aegis VII. Tanto no jogo como na animação Dead Space: Downfall, Keith Szarabajka fornece a voz e aparência de Dr. Kyne.
- Nicole Brennan - Namorada de Isaac e especialista médica designada em Ishimura. O jogo começa com um vídeo de Nicole, pedindo por ajuda após a infestação na nave, estabelecendo uma das razões de Clarke para ir a Ishimura. Ele se encontra e recebe mensagens de Nicole várias vezes, conforme avança na nave; e ela, assim como Dr. Kyne, acredita que Marker deve ser retornado para a superfície do planeta, repetidamente falando a frase "faça-nos um só de novo". A atriz Iyari Limon interpreta a personagem. Nicole só aparece viva em Dead Space: Extraction no capítulo 5: Emergency Care; e no capítulo 9: Escaping the Ishimura, onde você pode vê-la se matando após fazer a mensagem destinada a Isaac. Em Dead Space 1 e 2, Nicole aparece somente como uma alucinação criada pelo Marker, com a diferença de que, no primeiro jogo, Marker usa a imagem de Nicole para induzir Isaac a devolvê-lo a Aegis VII, para que ele sele os Necromorfos; e no segundo, ela usa Isaac para iniciar o evento conhecido como "convergência".

## Desenvolvimento
A Electronic Arts anunciou primeiramente Dead Space em setembro de 2007. O jogo foi desenvolvido em seus estúdios na Redwood Shores, Califórnia, que possuem outros títulos como The Godfather e The Simpsons Game. O produtor executivo do jogo, Glen Schofield, disse que a equipe teve como objetivo fazer um jogo mais "sombrio e assustador" que seus títulos anteriores: "Todos nós somos fãs do gênero horror e ficção científica; nós queríamos criar o jogo mais aterrorizante que podíamos; e manter o jogador grudado na cadeira o tempo todo." A equipe de design passou um bom tempo analisando uma grande variedade de filmes de horror para achar inspiração.
Previews universalmente têm chamado a atenção aos elevados níveis de sangue e da violência no jogo, em particular a tática da estratégia de "desmembramento" (enfatizada por Schofield como "o tema principal de Dead Space"). os Necromorphs não são subjugados com apenas um único tiro, e sim precisam ser incapacitados ao cortar seus membros. Uma série de diários do desenvolvedor foi lançada ao jogo; e apresentou um episódio sobre o sistema, em que os desenvolvedores mencionam que usar a tática convencional, como atirar na cabeça ou torso, serviria apenas para agravar alguns dos Necromorphs. Para deixar os corpos mais realistas, a equipe de desenvolvimento estudou fotos de vítimas de acidentes de carro.

### Áudio
Os créditos de Dead Space referem-se a duas pessoas para a composição da música. O diretor de áudio Don Veca disse em uma entrevista que os créditos da música eram de "música composta e regida por Jason Graves em parceria com Rod Abernethy". Logo no início, Rod estava envolvido inicialmente; mas na verdade, Jason compôs, regeu e organizou toda a música."
Em 11 de novembro de 2008, Amazon.com e iTunes lançaram a trilha sonora de Dead Space para download.
Em 2009, Dead Space foi indicado para várias premiações pela Game Audio Network Guild (GANG): Música do ano; Áudio do ano; e Design de som do ano. Por votação do membro da GANG, Dead Space ganhou o Áudio do ano e Design de som do ano.

### DRM
A versão para PC de Dead Space usa a proteção de cópias SecuROM, como visto em outros títulos da EA, como Spore e Mass Effect, que precisam de autenticação online. Anteriormente, o número de vezes que o jogo podia ser instalado era limitado para cinco. No entanto, em abril de 2009, a companhia lançou uma ferramenta de desautorização para deixar ilimitado o número de instalações. As versões de Steam e Impulse não possuem este DRM.

## Publicidade
A Electronic Arts e a Image Comics produziram uma série de gibis baseada no jogo, em 21 de fevereiro de 2008. Ilustrada por Ben Templesmith e escrita por Antony Johnston. Ambientado em Aegis VII, o planeta cuja USG Ishimura está orbitando, a colônia de mineração do espaço profundo extrai do planeta um artefato antigo chamado "The Marker", que começa a afetar a todos.
Electronic Arts e Starz Media anunciaram também um filme animado, Dead Space: Downfall, que acontece antes dos eventos do jogo; e mostra como os Necromorphs chegaram a bordo de Ishimura. O filme, desenvolvido por Film Roman, foi lançado em 28 de outubro de 2008.

## Recepção
Dead Space teve uma recepção positiva, tanto comercialmente como na crítica. Xbox World 360 premiou a versão em Xbox 360 em 91 de 100, dizendo que o jogo era uma experiência de "roer as unhas", conduzida por um roteiro que vale um filme e cenário inspirador.
Dead Space foi comercialmente um sucesso, com o diretor de finanças da EA, Eric Brown, confirmando um milhão de cópias vendidas em 2008 nas três plataformas.

### Premiações
IGN - "Melhor de 2008":
- Melhor propriedade intelectual (Xbox 360).[18]

GameSpot - "Melhor de 2008" - prêmios:
- GameSpot - "Melhor de 2008" por Escolha do Editor - prêmios:[19]
  - Melhor atmosfera;
  - Melhor design de som.
- GameSpot - "Melhor de 2008" por Escolha do Leitor - prêmios:[19]
  - Jogo bom mais surpreendente;
  - Melhor design de som;
  - Melhor propriedade intelectual original;
  - Jogo mais violento que conseguiu passar pela censura australiana.[20]

Game Informer:
- Jogo do mês;
- Incluído nos "50 melhores de 2008".

British Academy Video Games Awards:
- Melhor uso do áudio;
- Melhor som original.

12th DICE Awards:
- Venceu - Design de som; Jogo de ação do ano;
- Nomeado - Direção de arte; Composição original de música.[21]

Game Developers Choice Awards:
- Prêmio para melhor áudio.[22]

## FranquiaDead Space

### Prequel
Em setembro de 2009, Dead Space: Extraction foi lançado para Wii, um prequel de Dead Space.

### Sequência
Dead Space 2 foi lançado dia 25 de janeiro de 2011, para Xbox 360, PlayStation 3 e PC. A EA confirmou que Isaac é o protagonista.
E Dead Space DLC edition foi lançado em 12 de fevereiro de 2013, com 54 DLCs.

### Filmes
Dead Space: Downfall é um filme animado; e prequel de Dead Space.
Dead Space: Aftermath é um filme animado, ocorrendo depois dos acontecimentos de Dead Space; e é uma prequela de Dead Space 2.
Em 24 de julho de 2009, foi revelado que a Electronic Arts tem trabalho com o diretor D.J. Caruso em um live action baseado no jogo. A EA produziu o filme com parceria entre Temple Hill, Marty Bowen e Wyck Godfrey.

### Impressos
Um gibi prequel de Dead Space: Extraction foi lançado com o mesmo nome.
Dead Space: Martyr é mais uma prequela que foi lançado em 20 de julho de 2010, por Tor Books e Visceral Games. A história dá informações sobre a Igreja da Unitologia e sobre o descobrimento do "Black Marker." De acordo com o comunicado à imprensa, o personagem principal do livro é um geofísico chamado Michael Altman, fundador da Igreja da Unitologia, que faz a descoberta chave para o que leva ao início de Dead Space.

### Remake
Produzido pela EA Games foi lançado no dia 27 de janeiro de 2023 o remake de Dead Space para os consoles Playstation 5; Xbox Series X/S; e PC. O remake do clássico jogo de horror de sobrevivência sci-fi foi reformulado do zero com a engine de jogo Frostbite™. Permanecendo fiel à visão emocionante do jogo original, o remake oferece áudio aprimorado e visuais nítidos e angustiantes, que foram cuidadosamente repaginados para evocar um novo nível de imersão e qualidade.